# 足立北部排水路
足立北部排水路（あだちほくぶはいすいろ）は、埼玉県鴻巣市を流れる荒川水系の普通河川。

## 概要
鴻巣市（旧北足立郡吹上町）大字小谷字弐耕地で、北側より流下する足立北部一号排水路と南側より流下する足立北部二号排水路が合流し、足立北部排水路となる。途中、武蔵水路と伏越で交差、並行する。鴻巣市北中野地区で荒川左岸に合流する。水路の延長は2.3 km、受益面積は、97.6 haである。管理団体は足立北部土地改良区である。流域は低地で主に水田などの農地である。

## 橋梁・水門
- 新小谷橋
- 箕田サイフォン（武蔵水路）
- 逢之橋
- 本田橋（埼玉県道76号鴻巣川島線）
- 渡内橋
- 渡内糠田排水機場 - 1964年（昭和39年）設置[1]
- 中野橋

これ以外にも無名の橋が存在する。

## 周辺
- 埼玉県立吹上秋桜高等学校
- 箕田公園 - 箕田サイフォンに併設する[2]。
- 関東工業自動車大学校
- 鴻巣市立田間宮小学校
- 糠田運動場